# Ясумото Савако
Ясумото Савако (яп. 安本 紗和子; нар. 6 липня 1990, Сідзуока, Японія) — японська футболістка, нападниця клубу «Мінваі Вегальта Сендай», виступала в збірній Японії.

## Клубна кар'єра
Ясумото народилася 6 липня 1990 року в префектурі Сідзуока. Виступала в команді «ТЕПКО Марізе». Проте після аварії на Фукусімській АЕС в 2011 році команду було розформовано. У травні того ж року перейшла до «Джеф Юнайтед Чіба». У 2012 році підписала контракт з «Мінваі Вегальта Сендай». 

## Кар'єра в збірній
У липні 2010 року виступала у футболці молодіжної збірної Японії на чемпіонаті світу U-20 2010 року. 8 травня 2010 року 20-річна Савако дебютувала в складі національної збірної Японії в поєдинку проти Мексики. У 2010 році у футболці збірної зіграла 2 матчі. У 2010 році зіграла два матчі в футболці головної збірної країни.

## Статистика виступів у збірній
| жіноча національна збірна Японії | жіноча національна збірна Японії | жіноча національна збірна Японії |
| Рік                              | Матчі                            | Голи                             |
| -------------------------------- | -------------------------------- | -------------------------------- |
| 2010                             | 2                                | 0                                |
| Загалом                          | 2                                | 0                                |